# Різниченко Яків Захарович
Яків Захарович Різниченко (1898, місто Єлисаветград Херсонської губернії, тепер місто Кропивницький Кіровоградської області — 1948, Київ) — український радянський партійний діяч, 2-й секретар Чернігівського обкому КП(б)У. Кандидат в члени ЦК КП(б)У в січні 1934 — травні 1937 р.

## Біографія
Народився в родині єврейського продавця. Два роки навчався у Єлисаветградському ремісничому училищі. У вересні 1909 — жовтні 1912 р. — складач приватної типографії у місті Єлисаветграді. У листопаді 1912 — березні 1914 р. — складач приватної типографії у місті Одесі. У квітні 1914 — лютому 1918 р. — складач приватної типографії, токар металообробного заводу в Єлисаветграді. Член РСДРП (інтернаціоналістів) у березні — грудні 1917 року.
У березні 1918 — серпні 1919 р. — складач приватної типографії, директор радянської типографії у місті Олександрії Херсонської губернії.
Член РКП(б) з лютого 1919 року.
У вересні 1919 — березні 1920 р. — складач пересувної типографії 12-ї армії РСЧА. У квітні — травні 1920 р. — директор радянської типографії у місті Олександрії Херсонської губернії. У червні 1920 — лютому 1921 р. — складач пересувної типографії 12-ї армії РСЧА. У березні — червні 1921 р. — складач Київської типографії № 2.
У червні — грудні 1921 р. — завідувач економічного відділу Київської губернської професійної спілки друкарів. У січні 1922 — квітні 1924 р. — голова Київського губернського відділу Спілки друкарів. У квітні 1924 — вересні 1928 р. — директор Київського тресту «Поліграфтрест» («Київ-Друк»).
У жовтні 1928 — червні 1930 р. — завідувач відділу місцевої промисловості Київської міської ради. У липні 1930 — березні 1931 р. — голова Київської окружної (міської) ради профспілок.
У квітні 1931 — лютому 1932 року — завідувач організаційного відділу, секретар Київської міського комітету КП(б)У.
У лютому — жовтні 1932 року — 3-й секретар Київського обласного комітету КП(б)У і, одночасно, секретар Київського міського партійного комітету КП(б)У.
У жовтні 1932 — січні 1934 року — 2-й секретар Організаційного бюро ЦК КП(б)У по Чернігівській області. У січні — жовтні 1934 року — 2-й секретар Чернігівського обласного комітету КП(б)У.
27 жовтня 1934 — листопад 1936 р. — 1-й заступник народного комісара місцевої промисловості Української РСР.
У листопаді 1936 — вересні 1937 р. — заступник голови Української ради кооперативно-промислових спілок (Укрпромради). У жовтні 1937 — травні 1938 р. — консультант Української кооперативно-промислової спілки з постачання сировини (Укрпромпостач) у Києві. З липня 1938 р. — керуючий контори «Техремонтодягу» в Києві.
Подальша доля невідома. Партійні документи погашені як на померлого в серпні 1948 року.